# Paecilomyces iriomoteanus
Paecilomyces iriomoteanus är en svampart som beskrevs av Matsush. 1975. Paecilomyces iriomoteanus ingår i släktet Paecilomyces och familjen Trichocomaceae.   Inga underarter finns listade i Catalogue of Life.